# انتشار الفوتون
انتشار الفوتون هو حالة تنتقل فيها الفوتونات عبر مادة ما دون أن يتم امتصاصها، بل تمر بأحداث تشتت متكررة تغير اتجاه مسارها. مسار أي فوتون معين هو عملياً مسيرة عشوائية. يمكن القول أن مجموعة كبيرة من هذه الفوتونات تظهر انتشارًا في المادة، ويمكن وصفها بمعادلة انتشار.

## الفيزياء الفلكية
في الفيزياء الفلكية، يحدث انتشار الفوتون داخل الغلاف الجوي النجمي. لوصف هذه الظاهرة، يجب على المرء تطوير معادلة النقل في لحظات واستخدام تقريب إدينجتون للنقل الإشعاعي (أي تقريب الانتشار).
في الأبعاد الثلاثية، تكون النتائج معادلتين لتدفق طاقة الفوتون:
{\displaystyle {\vec {F}}=-{\frac {c}{12\pi \sigma }}{\vec {\nabla }}U,}
{\displaystyle {\vec {\nabla }}\cdot {\vec {F}}=0,}
حيث {\displaystyle \sigma } هي اللانفاذية. باستبدال المعادلة الأولى بالمعادلة الثانية ، نحصل على معادلة الانتشار لكثافة طاقة الفوتون:
{\displaystyle \nabla ^{2}U-{\frac {1}{\sigma }}{\vec {\nabla }}U\cdot {\vec {\nabla }}\sigma =0.}

## العلوم الطبية
في الطب، يمكن استخدام انتشار الفوتونات لإنشاء صور للجسم (المخ والثدي بشكل أساسي) وقد ساهم كثيرًا في تقدم بعض مجالات البحث، مثل علم الأعصاب. تُعرف هذه التقنية باسم التصوير البصري المنتشر.